# Spongites impar
Spongites impar (Foslie) Y.M. Chamberlain, 1994  é o nome botânico  de uma espécie de algas vermelhas pluricelulares do gênero Spongites, família Corallinaceae, subfamília Mastophoroideae.
- São algas marinhas encontradas na África do Sul.

## Sinonímia
- Lithophyllum marlothii f. subplicatum   Foslie, 1902
- Lithophyllum impar   Foslie, 1909